# Gulpannad barbett
Gulpannad barbett (Psilopogon flavifrons) är en fågel i familjen asiatiska barbetter inom ordningen hackspettartade fåglar. Den förekommer enbart på Sri Lanka.

## Utseende och läten
Gulpannad barbett är en medelstor (21 cm), grön barbett. På huvudet syns gult på pannan och i ett mustaschstreck samt blått på örontäckare och strupe. Det gröna bröstet har ett fjälligt utseende. Ben och fötter är till skillnad från andra barbetter på Sri Lanka mörka. Lätet beskrivs i engelsk litteratur som ett rullande och stigande "kowowowowowo".

## Utbredning och systematik
Fågeln förekommer enbart på Sri Lanka. Den behandlas som monotypisk, det vill säga att den inte delas in i några underarter.

### Släktestillhörighet
Arten placerades tidigare liksom de allra flesta asiatiska barbetter i släktet Megalaima, men DNA-studier visar att eldtofsbarbetten (Psilopogon pyrolophus) är en del av Megalaima. Eftersom Psilopogon har prioritet före Megalaima, det vill säga namngavs före, inkluderas numera det senare släktet i det förra.

## Levnadssätt
Gulpannad barbett är vanligast i bergsbelägna skogar, trädgårdar och plantage på sydvästra Sri Lanka, medan den är mindre vanlig i fuktig låglänt skog. Födan består av frukt och bär, bland annat fikon, men även guava och papaya. Den intar även vissa insekter och små ödlor. Fågeln häckar troligen året runt, men med toppar mars–maj och augusti–september. Som andra barbetter hackar den ur sitt bohål ur ett träd, denna art ofta i mjuka träd som Shorea cordifolia eller Bombax.

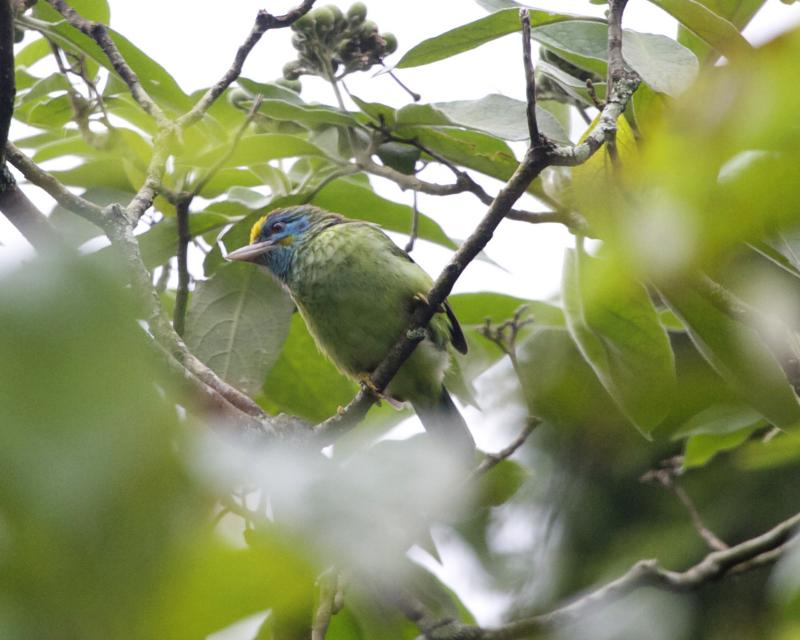

## Status och hot
Arten har ett stort utbredningsområde, men tros minska i antal, dock inte tillräckligt kraftigt för att den ska betraktas som hotad. Internationella naturvårdsunionen IUCN listar arten som livskraftig (LC). Världspopulationen har inte uppskattats men den beskrivs som generellt vanlig.